# Alexander Keith's Brewery
Alexander Keith's Brewery is een Canadese bierbrouwerij die in 1820 werd opgericht in Halifax. Het is een van de oudste commerciële brouwerijen in Noord-Amerika. 

## Geschiedenis
De brouwerij werd in 1820 opgericht door Alexander Keith (1795–1873), een immigrant uit Schotland.
Alexander Keith's Brewery werd eigendom van de Canadese Labatt Brewing Company, die op zijn beurt in 1995 werd overgenomen door Interbrew. Tegenwoordig is de brouwerij dan ook een onderdeel van Anheuser-Busch InBev. 

## Bieren
- Alexander Keith's India Pale Ale
- Alexander Keith's Red Amber Ale
- Alexander Keith's Premium White
- Alexander Keith's Light Ale
- Alexander Keith's Dark Ale

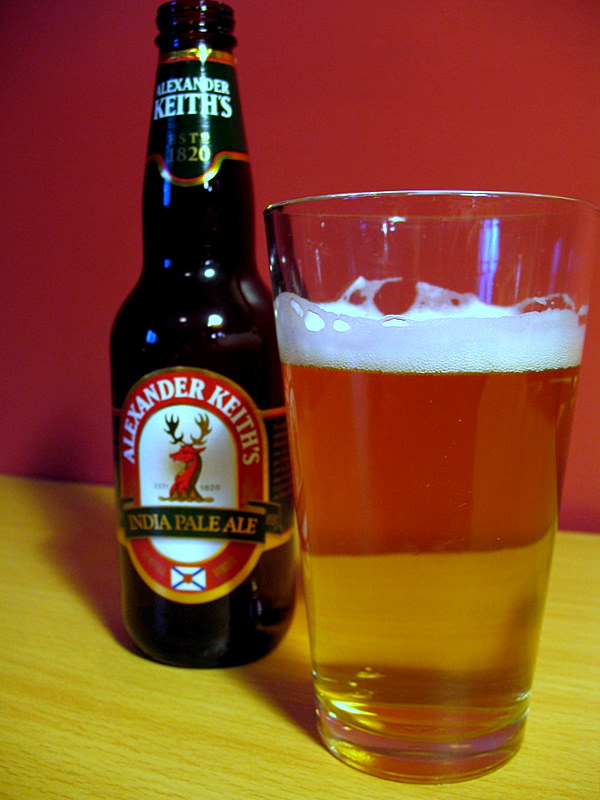
Alexander Keith's India Pale Ale

- Alexander Keith's Nova Scotia Style Lager
- Alexander Keith's Nova Scotia Style Brown Ale

### Seizoensbieren
- Alexander Keith's Harvest Ale
- Alexander Keith's Ambrosia Ale
- Alexander Keith's Tartan Ale